# برص ورقي الأصابع العربي
برص ورقي الأصابع العربي (الاسم العلمي: Hemidactylus homoeolepis)، هو نوع من أبو بريص. يوجد في جنوب شبه الجزيرة العربية (السعودية واليمن وسلطنة عمان) وجزيرة سقطرى.